# عبد الرحمن بنموسى
عبد الرحمن بنموسى، (1326هـ/1908م - 1417هـ/1997م). من أعلام القراءة والتجويد في المغرب.

## نسبه
هو عبد الرحمن بن أحمد بن محمد بن البشير بنموسى الهمساسي الحسناوي السلاوي.

## ولادته
ولد بمدينة سلا في 28 غشت 1908م.

## تعليمه
نشأ عبد الرحمن بنموسى في بيت علم، حيث كان أبوه العلامة أحمد بنموسى فقيها ومحدثا. حفظ القرآن ثم انتقل إلى حفظ الجرومية ولامية الأفعال ورسالة ابن أبي زيد القيرواني على يد الشيخ عبد الهادي أطوبي. كما تتلمذ على مجموعة من الشيوخ كالسيد أحمد بن عبد النبي والشيخين أبي شعيب الدكالي ومحمد بن العربي العلوي.

## إمامته
في يوم من أيام رمضان، اتصل به قاضي المحكمة وأخبره بأن دوره قد أتى لكي يؤم بالملك محمد الخامس، في نهاية الصلاة ناداه الحاجب الملكي وقال له أن تجويده وترتيله أعجب الملك. فاستدعاه الملك للقصر الملكي، وطلب منه الإستقرار بالمشور السعيد، فلبى طلبه. كان الحاج عبد الرحمن بنموسى يؤدي الصلاة في رمضان بالملك وأبنائه وعشيرته. وفي إطار بناء المدرسة المولوية كلفه محمد الخامس بتدريس ولي العهد آنذاك الحسن الثاني، وحتى يكون الشيخ أكثر قربا من المدرسة المولوية التي يدرس فيها، أهدى له الملك بيتا بالقصر الملكي.
قال الصديق معنينو ( مدير التلفزيون المغربي السابق ): كلما اشتدت الأمور على الملك محمد الخامس، ورأى مؤامرات الإستعمار تؤثر عليه وتجعله في حالة من الكرب، استدعى الأستاذ عبد الرحمن بنموسى ليجلس إلى جانبه ويتلو عليه القرآن ويجود بعضا من الآيات.
وبعد نفي الملك محمد الخامس إلى مدغشقر، رفض الفقيه أن يضل بالقصر الملكي، فعاد إلى مدينة سلا. 
تعرف الناس على صوته من خلال أثير الإذاعة الوطنية، ثم تعرفوا على صورته عبر التلفزة المغربية في بداية الستينيات التي كان يفتتحها ويختم إرسالها بآيات من القرآن الكريم.

## وفاته
توفي يوم الاثنين 17 شوال 1417هـ الموافق 24 فبراير 1997م عن سن تناهز التاسعة والثمانين.

## وصلات خارجية
- وثائقي عن حياة الفقيه عبد الرحمن بنموسى من قناة الجزيرة (فيديو يوتيوب).